# جت تجاری

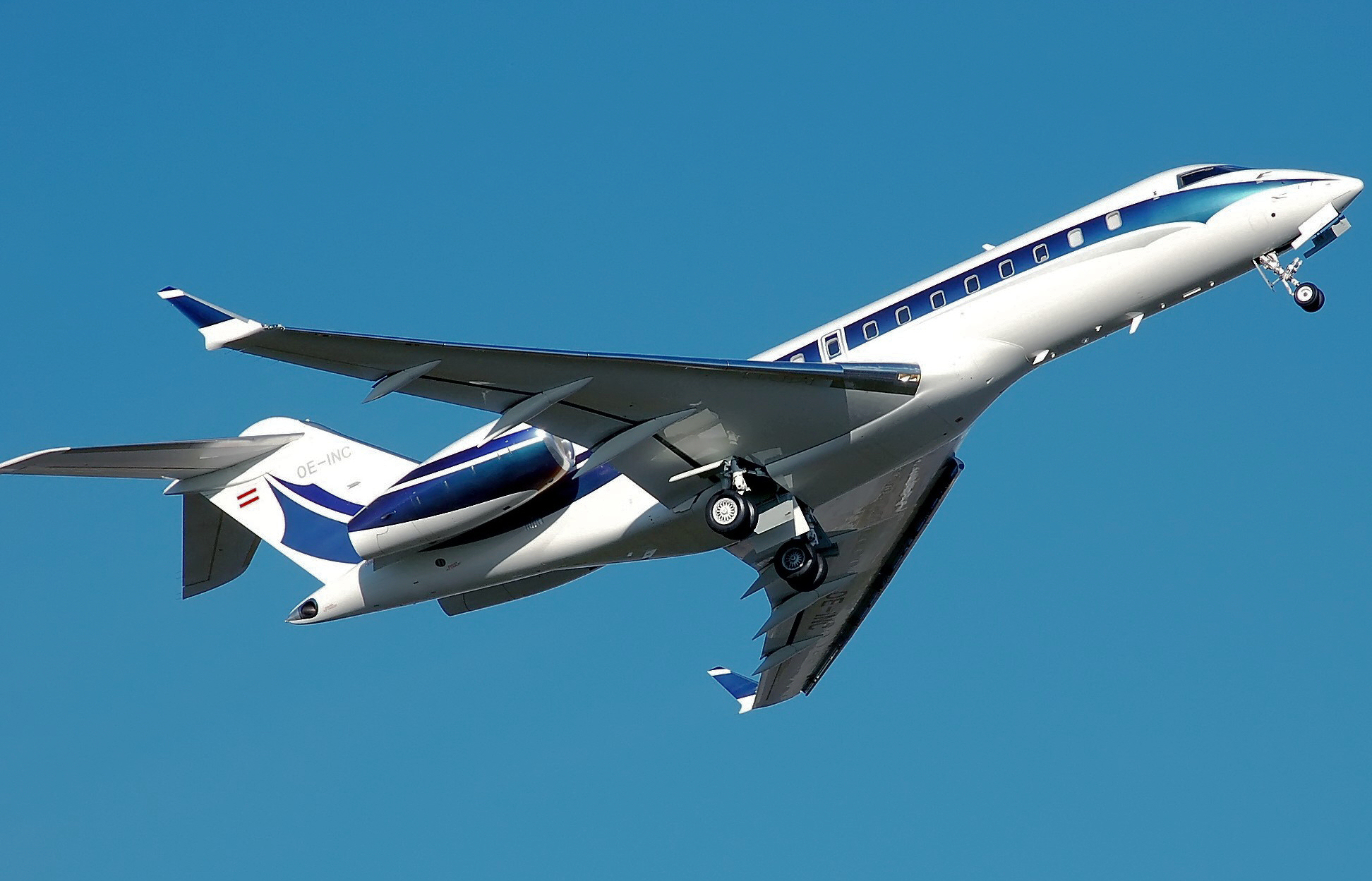
بمباردیه گلوبال اکسپرس

جت تجاری، (به انگلیسی: business jet) یا جت خصوصی، گونه‌ای از هواپیمای جت می‌باشد، که به منظور انتقال و جابجایی گروه‌های کوچکی از افراد، طراحی و ساخته می‌شوند. جت‌های تجاری ممکن است برای نقش‌های دیگر، از جمله جابجایی تلفات یا بسته‌های پستی، مورد استفاده قرار گیرند. جت‌های تجاری اغلب توسط شرکت‌های خصوصی، مؤسسات دولتی یا نیروهای مسلح بکار گرفته می‌شوند. از شرکت‌های تولیدکننده جت‌های تجاری می‌توان به: گلف‌استریم اروسپیس (زیرمجموعه جنرال داینامیکس)، بمباردیه اروسپیس (زیرمجموعه بمباردیه)، داسو اوییشن، سوخو، امبرائر، بوئینگ، ایرباس، هونداجت و سسنا اشاره کرد.

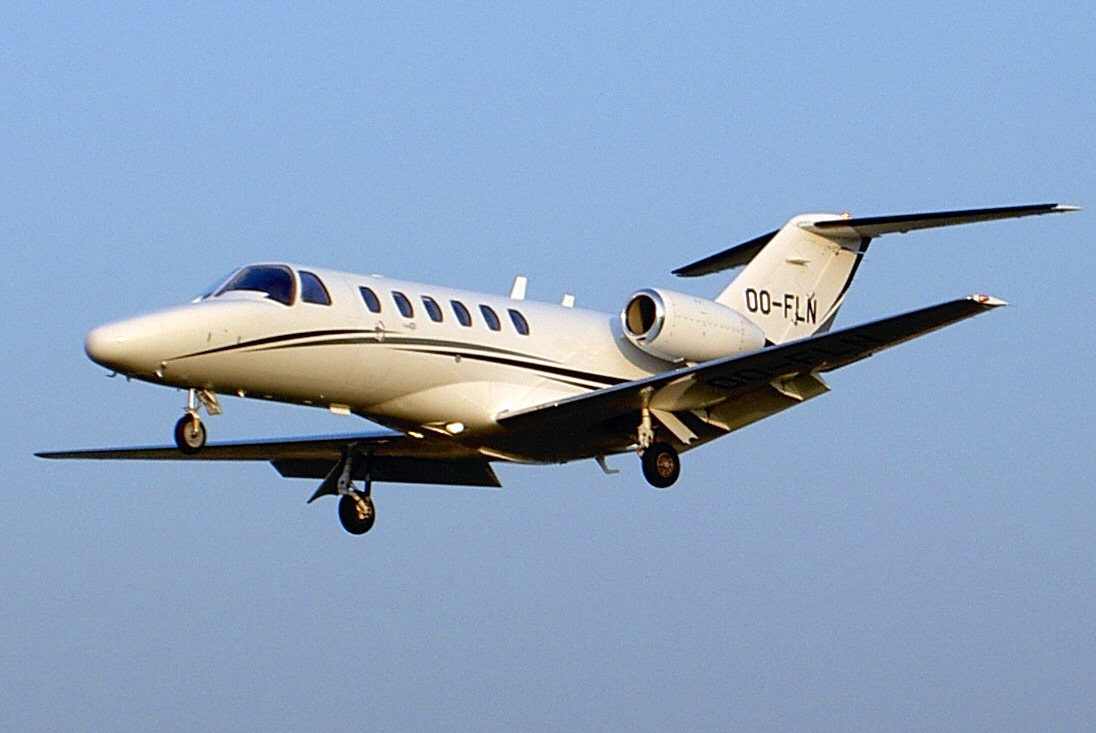
بیش از ۲۰۰۰ جت سسنا سایتیشن تحویل داده شده است که آن را به محبوب‌ترین خط جت‌های تجاری تبدیل کرده است.[1

در حال حاضر امکان ارائه پروازهای اختصاصی در ایران و اجاره جت خصوصی به صورت محدود وجود دارد.
انواع خاصی از جت‌های سبک شخصی و جت‌های سریع‌السیر به روز دنیا با همراهی پرسنل آموزش دیده و متخصص آماده ارایه خدمات به مشتریان خاص پارس سفیر می‌باشد.

## انواع جت‌های تجاری
| Phenom 100                      |
| Cessna Citation Mustang         |
| One Aviation Eclipse 500/550    |
| M2 / Cessna Citation CJ1+       |
| Cessna Citation CJ2+            |
| Cessna Citation CJ3+            |
| Cessna Citation CJ4             |
| Nextant 400 Xti                 |
| Hondajet                        |
| Beechcraft Premier 1            |
| Bombardier Learjet 45/75        |
| Embraer Phenom 300              |
| Cessna Citation XLS+            |
| Gulfstream G150                 |
| Hawker 800 / H900               |
| Bombardier Learjet 60           |
| Cessna Citation X               |
| Cessna Citation Sovereign       |
| Embraer Legacy 450              |
| Bombardier Learjet 40/70        |
| Bombardier Challenger 300 / 350 |
| Gulfstream G200 / G280          |
| Embraer Legacy 500              |
| Embraer Legacy 600/650          |
| Hawker 4000                     |
| Cessna Citation Latitude        |
| Dassult Falcon 50 / 50 EX       |
| Bombardier Challenger 604/605   |
| Bombardier Challenger 650       |
| Dassault Falcon 2000            |
| Dassault Falcon 900             |
| Bombardier Challenger 850       |
| Gulfstream G450                 |
| Bombardier Global 5000          |
| Bombardier Global 6000 / XRS    |
| Bombardier Global 7000          |
| Gulfstream G550                 |
| Gulfstream G650                 |
| Dassault Falcon 7x              |
| Dassault Falcon 8x              |
| Airbus A318                     |
| Airbus A319                     |
| Boeing Business Jet             |
| Boeing Business Jet 2           |
| Embraer Lineage 1000E           |
| Airbus A320                     |